# Manuel Contreras

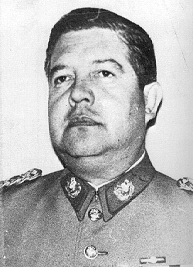
Manuel Contreras

Juan Manuel Guillermo Contreras Sepúlveda (* 4. Mai 1929 in Santiago de Chile; † 7. August 2015 ebenda) war Offizier der chilenischen Streitkräfte und Leiter der Dirección de Inteligencia Nacional (DINA), der Geheimpolizei während der Militärdiktatur in Chile. Als Chef der DINA war er eine der mächtigsten und gefürchtetsten Personen des Landes nach General Augusto Pinochet. Er wurde bis zu seinem Tod in 59 rechtskräftigen Gerichtsurteilen zu Haftstrafen von insgesamt 526 Jahren verurteilt, unter anderem wegen Entführung, Folter, Verschwindenlassen von Menschen und Mord. Damit war er das Juntamitglied mit den meisten Verurteilungen wegen Menschenrechtsverstößen.

## Operation Condor
Von 1973 bis 1977 verfolgte und ermordete der von Contreras geführte Geheimdienst im Rahmen der Operation Condor, einer internationalen Menschenjagd, politische Gegner der Diktatur, insbesondere Mitglieder der kommunistischen und sozialistischen Parteien und der Bewegung der revolutionären Linken (MIR). Laut dem Bericht CIA activities in Chile, der am 19. September 2000 veröffentlicht wurde, billigten Vertreter der US-Regierung die Kontakte der CIA mit Contreras von 1974 bis 1977, um die Ziele der CIA in Chile zu erreichen (siehe auch: CIA-Aktivitäten in Chile). Contreras hatte 1967 eine militärisch-geheimdienstliche Ausbildung in der als „Putschisten-Schule“ bekannten Escuela de las Américas erhalten, einer Einrichtung der USA in der von ihnen beherrschten Panamakanalzone, die Zehntausende Militärs vorwiegend aus bzw. für lateinamerikanische Diktaturen u. a. in Folterpraktiken schulte.
Ab 1975 kam der US-Geheimdienst zu dem Schluss, dass Contreras das grundlegende Hindernis für eine vernünftige Menschenrechtspolitik der Regierung Pinochet war. Doch die CIA wurde angewiesen, die Beziehungen zu Contreras fortzusetzen und Contreras im Jahr 1975 finanziell zu unterstützen.
Nach der Ermordung des früheren Botschafters und Kabinettsmitglieds in der Regierung von Salvador Allende, Orlando Letelier, und seiner US-amerikanischen Assistentin Ronni Karpen Moffit am 21. September 1976 in Washington, D.C. soll die CIA detaillierte Geheimdienstberichte über Contreras’ Verwicklung in den Mordauftrag gesammelt haben. Die betreffenden Dokumente wurden 2015 freigegeben und belegen, dass der chilenische Staatspräsident und Diktator Augusto Pinochet persönlich den Mord angeordnet und Contreras damit beauftragt hatte. Die CIA setzten die Kontakte zu Contreras bis 1977 fort.
Nach der Ermordung Leteliers kam es zu wachsenden Spannungen zwischen Contreras und Pinochet. 1977 wurde die DINA aufgelöst und durch einen neuen Dienst, Central Nacional de Informaciones (CNI), ersetzt. 1979 wurde Contreras im Range eines Generals in den Ruhestand versetzt.

## Gerichtliche Ermittlungen und Verurteilungen
Am 12. November 1993 verurteilte ein chilenisches Gericht Contreras wegen des Mordes an Letelier zu sieben Jahren Gefängnis. Contreras entzog sich zunächst dem Zugriff der chilenischen Justiz durch Flucht in den Süden des Landes und verbarg sich dann bei einem Regiment der Armee und in einem Militärkrankenhaus. Nach zwei Monaten wurde er gefasst und verbüßte bis Januar 2001 seine Strafe im Militärgefängnis von Punta Peuco in Tiltil. Anschließend stand er im Zusammenhang mit seiner Beteiligung an der Verschleppung von David Silberman unter Hausarrest; wegen dieser Tat wurde er 2009 zu sieben Jahren Haft verurteilt.
Im Mai 2002 wurde Contreras als Verantwortlicher für die Verschleppung und das Verschwindenlassen des Führers der Sozialistischen Partei, Víctor Olea Alegría, im Jahre 1974 verurteilt. Ein argentinisches Gericht verurteilte ihn wegen seiner Verwicklung in die Ermordung des früheren chilenischen Armeechefs Carlos Prats und seiner Frau Sofía Cuthbert in Buenos Aires im Jahre 1974. Ein Auslieferungsbegehren der argentinischen Justiz wurde aber von Chile abgelehnt. Im Juni 2008 wurde Contreras wegen des Mordes an General Prats und seiner Frau zu zweimal lebenslangem Gefängnis verurteilt.
Am 28. Januar 2005 erhielt Contreras für das Verschwinden des MIR-Mitglieds Miguel Ángel Sandoval im Jahre 1975 eine Haftstrafe von zwölf Jahren und einem Tag.
Am 13. Mai 2005 legte Contreras dem Obersten Gerichtshof von Chile ein 32-seitiges Dokument über den angeblichen Verbleib von etwa 580 Personen vor, die während der Pinochet-Diktatur verschwunden waren. Menschenrechtsgruppen zweifelten diese Informationen umgehend an und verwiesen auf Contreras’ jahrelange Täuschungs- und Vertuschungsbemühungen und seine Versuche, die Verantwortung für Menschenrechtsverstöße von sich zu weisen. Viele Einzelheiten des Dokuments waren schon vorher bekannt, andere standen im Widerspruch zu den Ergebnissen von Untersuchungsausschüssen zu den Verschleppungen. In dem Dokument behauptete Contreras, dass Pinochet die Unterdrückungsmaßnahmen persönlich angeordnet habe.
Während dieser Anhörungen vor dem Obersten Gerichtshof im Mai 2005 gab Contreras an, die CIA und der kubanische Terrorist Luis Posada Carriles seien in die Ermordung von Orlando Letelier verwickelt gewesen.
Contreras beschuldigte Pinochet, den Befehl zur Ermordung von Orlando Letelier und Carlos Prats gegeben zu haben. Weiterhin gab er 2005 gegenüber der chilenischen Justiz an, dass die CNI, die Nachfolgeorganisation der DINA, in der Zeit von 1978 bis 1990 monatliche Zahlungen an Personen geleistet habe, die mit dem DINA-Agenten Michael Townley in Chile zusammengearbeitet hatten. Diese Personen gehörten der rechtsextremen Bewegung Patria y Libertad an, die an dem Putschversuch („Tanquetazo“) gegen die Regierung Allende am 29. Juni 1973 beteiligt war. Dazu gehörten Townleys Ehefrau Mariana Callejas, Francisco Oyarzún, Gustavo Etchepare und Eugenio Berríos. Berríos, der 1995 ermordet wurde, war für die DINA als Chemiker in der Colonia Dignidad tätig und arbeitete sowohl mit Drogenhändlern als auch mit Agenten der DEA zusammen.
Am 6. Juni 2012 wurde Contreras wegen seiner Beteiligung an der Verhaftung der früheren MIR-Mitglieder José Hipólito Jara Castro und Alfonso Domingo Díaz Brones, die in das geheime Haftzentrum „José Domingo Cañas“ und „Ollagüe“ gebracht worden waren, von wo aus sie später verschwanden, zu weiteren 10 Jahren und einem Tag Gefängnisstrafe ohne Privilegien verurteilt. Das Schicksal der beiden Häftlinge ist bis heute ungeklärt.
Das letzte Urteil gegen Contreras erging am 29. Juli 2015, als der Oberste Gerichtshof Chiles eine Verurteilung zu 13 Jahren Gefängnis wegen des Mordes an Victor Varraroel Ganga im Juni 1974 in letzter Instanz bestätigte.
Seit 2005 verbüßte Contreras seine Haftstrafen in den Militärgefängnissen Penal Cordiellera und Punta Peuco in der Nähe von Santiago de Chile. Am 28. Juli 2014 wurde er in das Militärkrankenhaus von Santiago de Chile verlegt, wo er am 7. August 2015 an den Folgen einer Erkrankung an schwerem Diabetes und Darmkrebs starb. Vor dem Krankenhaus und in den Straßen Santiagos feierten Menschen seinen Tod.
Bis zuletzt beharrte Contreras auf seiner Unschuld und bestritt jegliche Beteiligung an Verbrechen und Menschenrechtsverletzungen während der Diktatur.

## Rezeption
Von Contreras’ Leben im Gefängnis nach der Verurteilung zusammen mit anderen Hauptverurteilten handelt Felipe Carmonas Filmdrama Penal Cordillera (2023).